# Ummidia nidulans
Ummidia nidulans là một loài nhện trong họ Ctenizidae. U. nidulans được miêu tả năm 1787 bởi Johan Christian Fabricius.